# Галлодье, Луи
Луи Галлодье́ (швед. Louis Gallodier; 1733, Валенсия — 6 июня 1803) — французский артист балета, бо́льшую часть своей карьеры проработавший в Швеции. Первый балетмейстер Королевского балета, он считается основателем шведского балетного искусства.

## Биография
Луи Галлодье родился в 1733 году в Валенсии. С 1756 года он работал в театре «Опера-Комик» в Париже, как танцовщик был учеником Жана-Жоржа Новерра. В 1758 году был нанят в качестве члена французской труппы Дю Лонделя (Sällskapet Du Londel), которая выступала в театре Stora Bollhuset в Стокгольме и в придворных королевских театрах.
Когда в 1771 году французская труппа была распущена шведским королём Густавом III, решившим основать национальный театр с местными актёрами, некоторые французские танцоры остались в Швеции. Вскоре после того, в 1773 году, был основан Шведский королевский балет, и французы стали частью его первой труппы, а Луи Галлодье был назначен её балетмейстером. Он самостоятельно поставил ряд танцев для балетов и опер, одной из его учениц была Софи Хагман.
Умер Луи Галлодье 6 июня 1803 года в Стокгольме.

### Личная жизнь
В 1762—1784 годах Галлодье был женат на итальянской оперной певице Гаспарине Бехерони, работавшей в итальянской оперной труппе в Стокгольме. После смерти Гаспарины в 1792 году он женился на шведской балерине Джудит Брелин. А после её смерти — на Марии Луизе дю Лондель (Marie Louise Dulondel, 1776–1847), дочери Луи Дю Лонделя и Маргариты Морель из труппы Дю Лонделя.